# NGC 138
NGC 138 ist eine linsenförmige Galaxie vom Hubble-Typ SB0-a im Sternbild Fische auf der Ekliptik. Sie ist schätzungsweise 541 Millionen Lichtjahre von der Milchstraße entfernt und hat einen Durchmesser von etwa 205.000 Lichtjahren.
Im selben Himmelsareal befinden sich u. a. die Galaxien NGC 139 und NGC 141.
Das Objekt wurde am 29. August 1864 von dem deutschen Astronomen Albert Marth entdeckt.